# 新家靖之
新家 靖之（しんか やすゆき、1946年11月25日 O型- ）は、日本の旅行作家・随筆家。日本旅行作家協会理事
地球の歩き方の旅の達人として知られ、定期的に旅の達人ブログに旅行ブログを投稿している。主に、海外の近現代美術を中心に絵画や建物に関する紀行文が多い。海外旅行のノウハウに関するセミナーを定期的に開催している。ファイナンスの専門家としての一面もあり、現在、ファイナンシャル・プランナーとして日本FP協会に所属している。現在、（社）日本旅行作家協会理事　
学生時代は、演劇集団らくだの会に所属し活動を行う。大学時代の同期には、劇団アンゲルス主宰の演出家の岡井直道がいる。また、従兄弟には、オリックス・バファローズの元球団社長である松岡良伯がいる。

## 略歴
- 1946年11月25日 – 設計技師の家庭に生まれる。妹との二人兄弟であった。
- 1965年 大阪府立大手前高等学校を卒業。
- 1970年 金沢大学法文学部を卒業。
- 1970年 コマツゼノア（現 コマツおよび現ハスクバーナ・ゼノア）に入社 主に人事労務部門を歩む
- 2006年 ゼノアサービス代表取締役社長に就任
- 2008年 ゼノアサービス代表取締役社長退任 オフィス伊呂波を設立
- 2011年 (社)日本旅行作家協会 所属
- 2015年 (社)日本旅行作家協会 評議員
- 2017年 (社)日本旅行作家協会理事

## 著書
- 『世界どこでも地元』- 2010年4月 伊呂波書房ISBN 9784990512507
- 『美国創世の地』 - 2010年8月 写真集 伊呂波書房 ISBN 9784990512514
- 『世界あちこち』 - 2011年6月 伊呂波書房 ISBN 9784990512521